# Carés de Mitilene

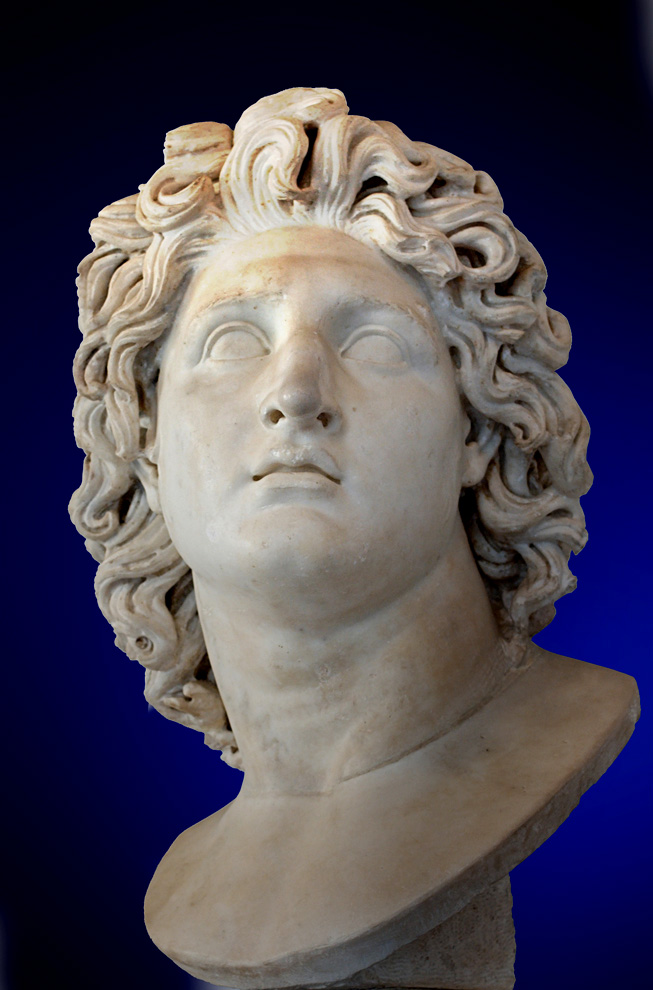
Busto de Alexandre, o Grande, representado como Hélio. Esta escultura em mármore é uma cópia romana baseada em um original helenístico dos séculos III e Carés de Mitilene, contemporâneo de Alexandre, documentou episódios e aspectos importantes da vida do conquistador, tornando-se essa imagem relevante para ilustrar sua representação e influência histórica.

Carés de Mitilene (em grego clássico: Χάρης ὁ Μυτιληναῖος) foi um grego pertencente à corte de Alexandre, o Grande. Ele foi nomeado marechal da corte ou apresentador de estranhos ao rei, um cargo emprestado da corte persa. Ele escreveu a história de Alexandre em dez livros, lidando principalmente com a vida privada do rei. Preservados nos fragmentos de Ateneu. Esses fragmentos contém relatos relacionados com cerimônias da corte e fofocas pessoais, incluindo uma descrição da introdução de Alexandre do costume persa de prosquínese em sua corte.

## Biografia
Carés de Mitilene foi um filósofo e historiador grego da Antiguidade, conhecido por seus trabalhos sobre filosofia moral e história. Nascido em Mitilene, na ilha de Lesbos, Carés viveu durante o período helenístico, aproximadamente no século IV a.C., e é considerado um dos filósofos da escola cínica, embora seus escritos e contribuições para a filosofia não sejam tão estranhamente conhecidos ou preservados como os de outros filósofos dessa tradição, como Diógenes de Sinope.

### Vida e contexto histórico
Carés nasceu em Mitilene, uma importante cidade portuária do mundo helenístico, famosa por sua rica tradição cultural e filosófica. Embora pouco saiba sobre sua vida pessoal, sabe-se que ele teve contato com a filosofia cínica, que desafiava as normas sociais e promovia a simplicidade, a autossuficiência e a liberdade individual. Essa escola filosófica influenciaria profundamente muitos pensadores subsequentes.
Durante sua vida, o mundo helenístico passou por grandes mudanças, como o império de Alexandre, o Grande, no auge e o nascimento de vários reinos helenísticos após a morte do conquistador. Este cenário ofereceu um ambiente fértil para a reflexão filosófica sobre a moral, a política e a natureza humana, temas nos quais Carés também estava interessado.

### Contribuições filosóficas
Carés de Mitilene é particularmente lembrado por suas reflexões sobre a vida simples e a busca pela felicidade sem os luxos materiais. Seus escritos, embora fragmentados e não amplamente preservados, indicam que ele era uma crítica das convenções sociais e das normas pela sociedade. Ele via as leis e instituições humanas como artificiais e contraproducentes para o bem-estar e a liberdade do indivíduo.
Além disso, Carés teve uma abordagem pragmática da filosofia. Em vez de se perder em abstrações, ele procurava aplicar a filosofia à vida cotidiana, incentivando a autossuficiência e a eliminação dos excessos da vida material. Carés também foi um dos filósofos que discutiu a relação entre virtude e felicidade, defendendo a ideia de que a verdadeira felicidade não estava na riqueza ou no poder, mas na virtude e na autossuficiência.

### Obra histórica
Embora sua filosofia seja uma parte importante de seu legado, Carés também é lembrado por sua contribuição para a historiografia. Ele escreveu sobre eventos históricos contemporâneos, especialmente sobre as guerras e os conflitos no mundo helenístico. Seu trabalho como historiador ajudou a documentar a turbulência política da época, embora, como seus escritos filosóficos, apenas fragmentos de sua obra histórica tenham sobrevivido.
É importante notar que Carés foi influenciado por outros historiadores e filósofos da época, como Teofrasto e Aristóteles. Sua obra histórica não é tão conhecida como a de outros historiadores helenísticos, mas seu estilo pragmático e focado nos aspectos humanos dos eventos lhe confere uma posição única entre os historiadores antigos.

### Legado e influência
O legado de Carés de Mitilene não foi tão preservado quanto o de outros filósofos antigos, mas sua influência na filosofia cínica e na historiografia grega perdura. Seu foco na autossuficiência, na exclusão das convenções sociais e na busca pela virtude continua a ressoar em muitas correntes filosóficas posteriores, incluindo o estoicismo.
A sua filosofia simples, mas profunda, foi uma antecipação de muitos dos princípios que mais tarde seriam explorados por filósofos romanos, como Sêneca e Epicteto. Sua obra influenciou também a tradição do pensamento crítico que questiona as normas sociais e procura uma vida mais genuína e autêntica.